# Scirtes dathei
Scirtes dathei es una especie de coleóptero de la familia Scirtidae.

## Distribución geográfica
Habita en Filipinas.